# Dầu Tiếng (thị trấn)
Dầu Tiếng is een thị trấn in het district Dầu Tiếng, een van de districten in de Vietnamese provincie Bình Dương. Dầu Tiếng is de hoofdplaats van het district.
Dầu Tiếng ligt in het westen van het district, tegen de grens met Dương Minh Châu. De grens wordt hier gevormd door de Sài Gòn. De Sài Gòn wordt hier gevoed door de Dầu Tiếngmeer, een stuwmeer ongeveer tien kilometer ten noorden van Dầu Tiếng. De afstand tot het centrum van Ho Chi Minhstad, de grootste stad van Vietnam, bedraagt ongeveer 65 kilometer.
De oppervlakte van Dầu Tiếng bedraagt ongeveer 26,82 km². Dầu Tiếng heeft ruim 18.800 inwoners.

## Geografische ligging
| Aangrenzende xã's  | Aangrenzende xã's | Aangrenzende xã's    | Aangrenzende xã's | Aangrenzende xã's |
| ------------------ | ----------------- | -------------------- | ----------------- | ----------------- |
| Định Thành         |                   | Định Hiệp            |                   |                   |
|                    |                   |                      |                   |                   |
| Bến Củi (Tây Ninh) | Định Hiệp         |                      |                   |                   |
|                    |                   |                      |                   |                   |
|                    |                   | Đôn Thuận (Tây Ninh) |                   | Thanh An          |